# محمد ثروت (ممثل)
محمد ثروت (7 أكتوبر 1979-)، ممثل مصري.

## حياته
ولد في 7 أكتوبر، والده ثروت سعيد بطل مصر وأفريقيا في رمي القُرص في ألعاب قوى. حصل محمد ثروت على بكالوريوس في التجارة من جامعة عين شمس ولكنه فضل الاتجاه إلى عالم الفن فيما بعد.
شارك عام 2009 في فيلم ولاد العم وتامر وشوقية الجزء الرابع ومسرحية قهوة سادة، وفي عام 2010 شارك في مسرحية sms بالإضافة إلى فيلم كلمني شكرًا.
أما أعماله في عام 2011 فاقتصرت على فيلم 18 يوم بطولة أحمد حلمي والذي تدور أحداثه حول ثورة 25 يناير.
وفي 2012 مثل في مسلسل كاريوكا، كما كان ضيف شرف في لسه بدري بالإضافة إلى مشاركته في فيلم حلم عزيز.
وتميز عام 2014 بمشاركاته المسرحية، حيث شارك في عدد من المسرحيات مثل أقفش متحرش، وزير من الوزراء، ياطالع القلعة، شغل عفاريت، الحد الأدنى، علي عليوة، رمضان جانا بالإضافة إلى عدد من الأفلام مثل الحرب العالمية الثالثة، الدساس.
وكان له ثلاث مشاركات في 2015 من خلال فيلمين يوم مالوش لازمة وفزاع بالإضافة إلى مسلسل الكبير أوي 5، وفي عام 2016 شارك في 5 مسلسلات هي: نيللي وشريهان، مأمون وشركاه، جحيم في الهند، سيد أنندرويد ووعد.
في 2017 شارك في عدة أفلام من بينها ياباني أصلي، آخر ديك في مصر وبنك الحظ،
أما سنة 2018 فقد كانت سنة النشاط بالنسبة له حيث شارك في العديد من الأعمال فعمل جنبًا إلى جنب مع الممثل محمد هنيدي في مسلسل أرض النفاق،
بالإضافة إلى عدد كبير من الافلام والمسلسلات مثل: خفة يد، علي بابا، رغدة متوحشة، ليلة هنا وسرو، نورت مصر وغيرها، كما شارك في مسرحية علاء الدين وجسد دور العفريت.

## أعماله

### الأفلام
- 2009: ولاد العم (سائق السيارة على الحدود - ضيف شرف)
- 2010: كلمني شكرا
- 2011: 18 يوم
- 2012: حلم عزيز
- 2014: الدساس
- 2014: الحرب العالمية الثالثة (أحمد عرابي)
- 2015: يوم مالوش لازمة
- 2015: فزاع (د.حازم)
- 2016: كلب بلدي (عظيمة)
- 2016: عسل أبيض (أبو سليم اللباد - عصابه)
- 2016: جحيم في الهند (شاروخان / سعفان)
- 2017: ياباني أصلي (شاهين)
- 2017: عندما يقع الإنسان في مستنقع أفكاره فينتهي به الأمر إلى المهزلة (سمير الأباصيرى)
- 2017: شنطة حمزة (زيزو)
- 2017: خير وبركة (بندق)
- 2017: تعويذة تو
- 2017: بنك الحظ (زئرو / سناء)
- 2017: آخر ديك في مصر
- 2018: نورت مصر (هاشم)
- 2018: ليلة هنا وسرور (سائق الأجرة)
- 2018: قلب أمه (المعلم سعد البوهيمي)
- 2018: علي بابا (نبيل)
- 2018: رغدة متوحشة (جريشة)
- 2018: جدو نحنوح (جدو نحنوح)
- 2018: الكويسين
- 2019: محمد حسين (البلطجي حمودة)
- 2019: قهوة بورصة مصر
- 2019: سبع البرمبة (دكتور عظيمة {طبيب نفسي})
- 2019: ساعة رضا
- 2019: إنت حبيبي وبس (كارتر)
- 2019: إنت إيه
- 2020: الغسالة
- 2020: ريما
- 2020: سلاح سالم
- 2020: عفريت ترانزيت
- 2020: صاحب المقام (سعيد طايع)
- 2020: الغسالة
- 2021: مربع برمودة
- 2021: ديدو (توحيد)
- 2021: البعض لا يذهب للمأذون مرتين
- 2021: أحمد نوتردام
- 2022: تماسيح النيل
- 2022: حامل اللقب
- 2022: من أجل زيكو
- 2022: عمهم
- 2022: الرجل الرابع
- 2022: نبيل الجميل أخصائي تجميل
- 2023: جروب الماميز
- 2023: أخي فوق الشجرة
- 2023: اتنين للإيجار
- 2023: رمسيس باريس
- 2023: ساعة إجابة
- 2023: سكر
- 2023: كارت شحن
- 2023: مستر إكس
- 2023: شماريخ
- 2023: بلوموندو
- 2023: أبو نسب
- 2024: عصابة عظيمة
- 2024: التجربة المكسيكية
- 2024: فاصل من اللحظات اللذيذة
- 2024: عصابة الماكس
- 2025: الصفا ثانوية بنات
- 2025: ريستارت
- 2025: روكي الغلابة

### المسلسلات
- 2009: تامر وشوقية الجزء الرابع
- 2010: بدر وبدرية
- 2011: الكبير أوي ج2 (محسن محسن ممتاز)
- 2012: لسه بدري (ضيف شرف)
- 2012: كاريوكا (صلاح أبو سيف)
- 2013: الرجل العناب
- 2014: فيس أبوك
- 2014: شط V.I.P
- 2015: الكبير أوي 5 (الاسطى علي زو)
- 2016: وعد
- 2016: نيللي وشريهان (ضاحي محمد منير)
- 2016: مأمون وشركاه (المحامي راضي عبد التواب)
- 2017: كابتن أنوش (راديو)
- 2017: في ال لا لا لاند (فرج)
- 2017: عفاريت عدلي علام (عربي)
- 2017: شاش X قطن (قنديل)
- 2018: واكلينها ولعة
- 2018: كابتن أنوش الجزء الثاني (راديو)
- 2018: عزمي وأشجان (أمهر رمانة الميزان)
- 2018: سرايا حمدين (جد حمدين)
- 2018: خفة يد (كريم)
- 2018: أرض النفاق (حسن)
- 2019: سوبر ميرو (هيثم الفاجر)
- 2019: بدل الحدوتة تلاتة (اللبودي عزيز / المعلم كموني)
- 2019: الواد سيد الشحات (خوفو - ضيف شرف)
- 2020: العمارة (ضيف شرف)
- 2020: واكلينها والعة الجزء الثاني
- 2020: اللعبة (جميل جمال)
- 2020: رجالة البيت (مراد بسبوسة)
- 2020: الشركة الالمانية لمكافحة الخوارق (درديري {الفامبير} )
- 2021: اللعبة 2: ليفل الوحش (جميل جمال)
- 2021: فارس بلا جواز
- 2021: بين السما والأرض
- 2022: كابتن أنوش ج3
- 2022: أنا وهي
- 2022: الفرح فرحنا
- 2022: اللعبة 3: اللعب مع الكبار
- 2022: دايما عامر
- 2022: فاتن أمل حربي
- 2022: عودة الأب الضال
- 2022: العيلة دي
- 2023: جت سليمة
- 2023: 1000 حمد الله على السلامة
- 2023: اللعبة 4: دوري الأبطال
- 2024: سر إلهي
- 2024: كوبرا

### المسرحيات
- 2009: قهوة سادة
- 2010: SMS
- 2014: يا طالع القلعة
- 2014: وزير من الوزراء
- 2014: علي عليوة
- 2014: شغل عفاريت
- 2014: الحد الأدنى
- 2014: أقفش متحرش
- 2014: رمضان جانا
- 2015: المستريح
- 2019: 3 أيام في الساحل (مطوة)
- 2019: علاء الدين
- 2021: سلام مربع
- 2022: الوش التاني

### الرسوم المتحركة
- 2016: سيد أندرويد
- 2018: الكابتن عزوز
- 2019: الكابتن عزوز (ج2)
- 2023: يحيى وكنوز (ج2)

### الفوازير
- 2013: فوازير مسلسليكو

### المسلسلات الإذاعية
- 2017: مش متابع والله
- 2018: كرفان
- 2018: الضربة الفاضية
- 2022: أرواح وأشباح وتمن بسطرمة

### البرامج
- 2020: محدش فاهم حاجة (برنامج مقالب - تقديم)

## روابط خارجية
- محمد ثروت على موقع IMDb (الإنجليزية)
- محمد ثروت على موقع قاعدة بيانات الأفلام العربية
- محمد ثروت على موقع قاعدة بيانات الفيلم (الإنجليزية)
- محمد ثروت على موقع ليتربوكسد (الإنجليزية)